# Osttimoresisch-ukrainische Beziehungen
Die osttimoresisch-ukrainischen Beziehungen beschreiben das zwischenstaatliche Verhältnis von Osttimor und der Ukraine.

## Geschichte

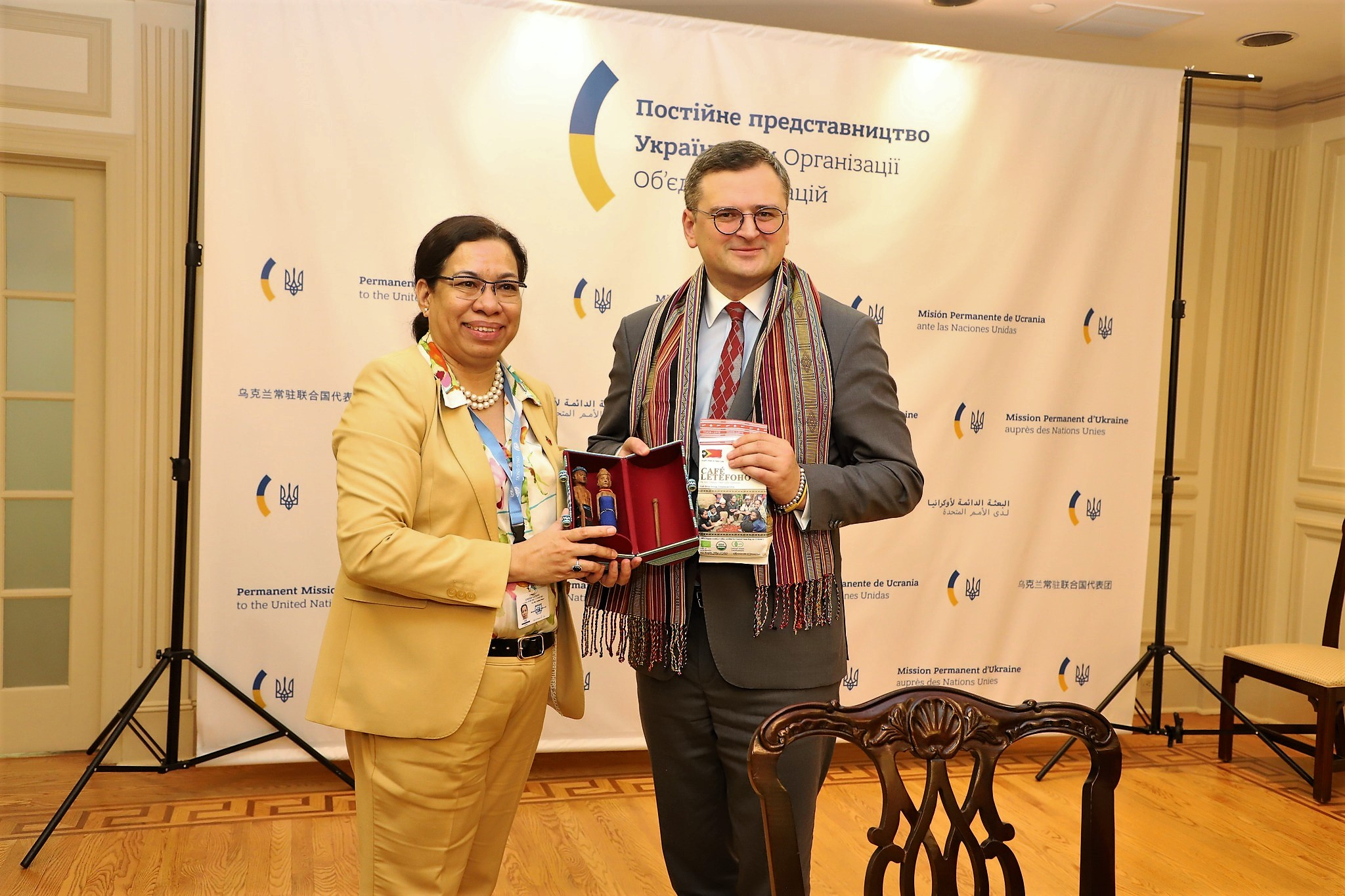
Osttimors Außenministerin Adaljíza Magno und Ukraines Außenminister Dmytro Kuleba in New York (2022)

Am 27. September 2003 unterzeichneten der ukrainische Außenminister Kostjantyn Hryschtschenko und sein osttimoresischer Amtskollege José Ramos-Horta in New York eine Vereinbarung über die Aufnahme diplomatischer Beziehungen.
Repräsentanten des ukrainischen Innenministerium beteiligten sich bis zum 12. Dezember 2012 an der UNMIT.
An der Abstimmung zur Resolution 68/262 der Generalversammlung der Vereinten Nationen über die „Die territoriale Integrität der Ukraine“ nahm Osttimor nicht teil. Nach dem Russischen Überfall auf die Ukraine 2022 erklärte sich Osttimor als besorgt und forderte die am Konflikt beteiligten Parteien auf, einen sofortigen Waffenstillstand zu schließen und eine diplomatische Lösung zu suchen. Die Unabhängigkeit der Ukraine müsse respektiert werden. Bei der elften Dringlichkeitssitzung der Generalversammlung der Vereinten Nationen am 2. März 2022 stimmte Osttimor für eine Verurteilung Russlands für den Angriff auf die Ukraine und die Forderung eines sofortigen Abzugs der russischen Truppen aus der Ukraine. Am 9. März beschloss der Ministerrat Osttimors die Spende von 1,5 Millionen US-Dollar für das Welternährungsprogramm der Vereinten Nationen zur humanitären Hilfe für Ukrainer. Osttimor fühlt sich bei der russischen Invasion in die Ukraine an den indonesischen Einmarsch 1975 erinnert, der das Land in 24 Jahre Krieg und Fremdherrschaft stürzte. Premierminister Taur Matan Ruak hatte bereits am 3. März, dem Nationalen Veteranentag Osttimors, die Solidarität mit den Ukrainern erklärt.
2024 traf Osttimors Präsident und Friedensnobelpreisträger José Ramos-Horta den ukrainischen Präsidenten Wolodymyr Selenskyj in der ukrainischen Botschaft in Singapur.
Es gibt keine ukrainische Diaspora in Osttimor.

## Diplomatie

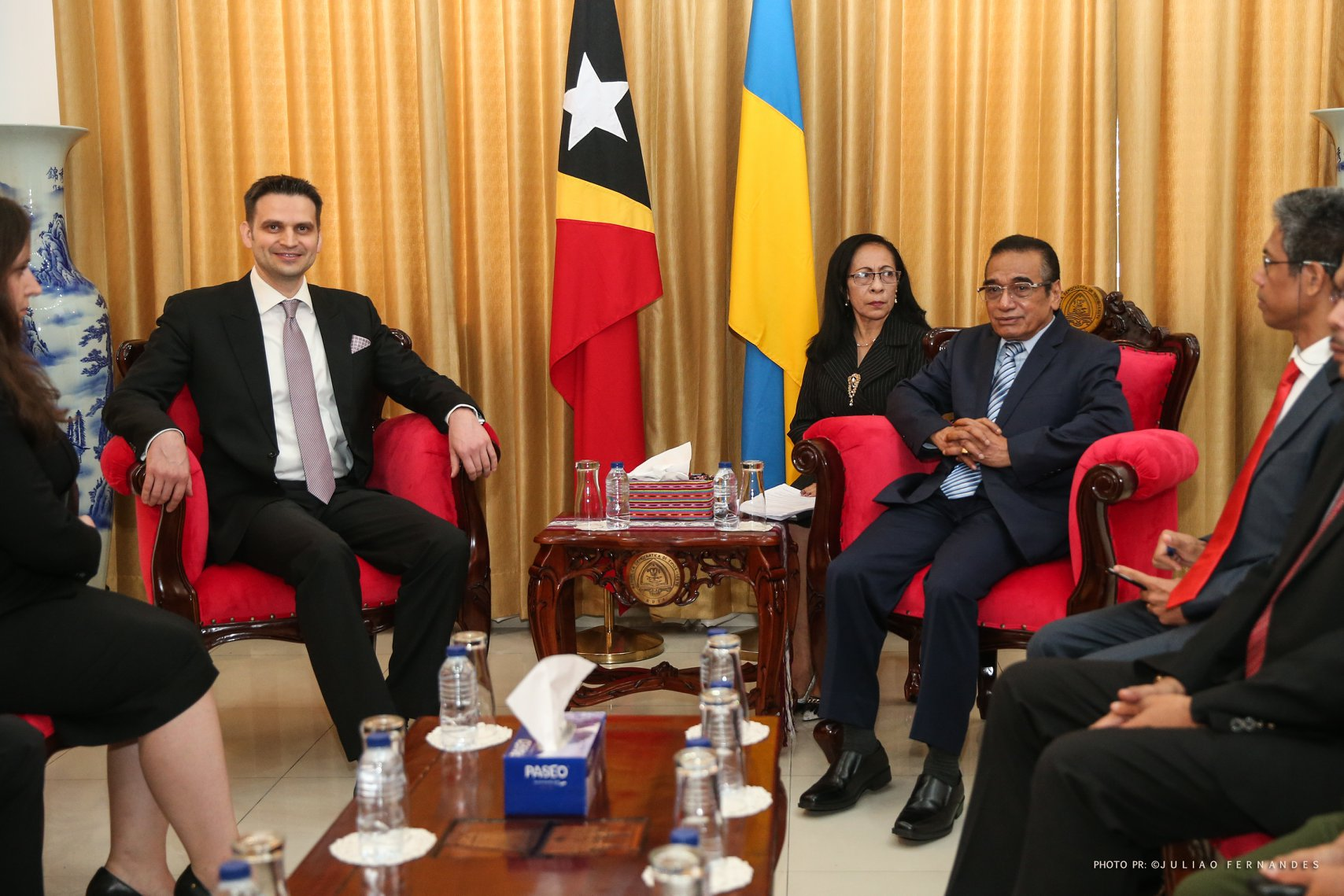
Der ukrainische Botschafter Oleksandr Netschytajlo bei Osttimors Präsident Francisco Guterres

Am 12. Dezember 2014 besuchte der ukrainische Botschafter Ihor Humennyj (Ігор Володимирович Гуменний) Osttimor.
Die beiden Staaten verfügen über keine diplomatische Vertretungen im jeweils anderen Land. Osttimor hat eine Botschaft im belgischen Brüssel.
Der ukrainische Botschafter im malaysischen Kuala Lumpur ist auch für Osttimor akkreditiert. Seit 2020 ist der Botschafter Oleksandr Netschytajlo.

## Wirtschaft
Für 2018 gibt das Statistische Amt Osttimors keine Handelsbeziehungen zwischen Osttimor und der Ukraine an.